# Ahmad Šami
Ahmad Šami (tudi Ahmad Shamieh), sirski begunec, * 1971, Sirija                                                                                                                                                                                        
Februarja 2016 je vstopil v Slovenijo in zaprosil za azil. Ker je pred tem že bil popisan na Hrvaškem, je Slovenija po Dublinski uredbi imela pravno pravico, da njegovo prošnjo v obravnavo preda Hrvaški. Poskus njegove deportacije novembra 2017 je privedel do protestov civilne družbe, ki je Šamija zaradi aktivnega vključevanja v skupnost smatrala za zgledno integriranega imigranta. Sledilo je več zapletenih pravnih postopkov in pa hud politični spor, tudi znotraj takratne vladajoče koalicije. Šami naposled ostaja v Sloveniji, saj je po izteku roka za predajo Hrvaški za obravnavo njegove prošnje za azil postala pravno odgovorna sama.

## Ozadje
Ahmad Šami je pred sirsko državljansko vojno živel v Daraji blizu Damaska. Krenil je v Evropo, večina njegove družine je ostala v Damasku. V Slovenijo je vstopil 20. februarja 2016 prek balkanske poti. Pot je nadaljeval proti Avstriji, vendar je bil na avstrijski meji brez pravno ustreznega pojasnila zavrnjen. Nato je bil premeščen v Center za tujce v Postojni in tam 23. februarja vložil prošnjo za podelitev azila v Sloveniji.
Šamiju so že pred vstopom v Slovenijo na Hrvaškem vzeli prstne odtise. Zato je slovensko notranje ministrstvo od Hrvaške zahtevalo, naj prevzame obravnavanje njegove prošnje za azil v skladu z 21. členom Uredbe Dublin III., ki govori, da je država, preko katere je prosilec za azil vstopil v EU, odgovorna za njegovo obravnavo. Hrvaška je zahtevi 20. maja ugodila.
14. junija je Notranje ministrstvo zavrnilo Šamijevo prošnjo za azil. Na prošnjo slovenskega vrhovnega sodišča je Sodišče Evropske Unije preučilo njegov primer in potrdilo, da obstoj migrantskega koridorja določila Dublinske uredbe ne izniči. Vrhovno sodišče je nato 23. avgusta zavrnilo Šamijevo pritožbo. Ustavno sodišče je 30. oktobra uradno zavrnilo presojo pritožbe na to odločitev, s čimer se je omogočila deportacija. Vendar deportacija ni bila izvedena.

## Izbruh afere
Novembra 2017 je Šamijev primer začel odmevati v javnosti. 7. novembra je Šami ministrstvu oddal prošnjo za uporabo diskrecije, pravice, ki jo ima država, da se odloči obravnavati prošnjo kateregakoli prosilca za azil. 15. novembra 2017 je ministrstvo prošnjo zavrglo. Bil je tudi odpuščen iz azilnega doma. 
Civilna družba se je zavzela za Šamija. Več kot 2100 organizacij in posameznikov je do 13. novembra na ministrstvo naslovilo dopis, v katerem so Šamiju izrazili podporo. Označili so ga za zgled integracije: Šami je obiskoval tečaje slovenščine, deloval je kot prostovoljec za pomoč migrantom in se vključeval v dejavnosti v tovarni Rog. Sam je izrazil željo, da bi ostal v Sloveniji.
13. novembra so štirje poslanci, Jan Škoberne (SD), Peter Vilfan (DeSUS), Miha Kordiš (Levica), in Jasna Murgel (SMC), ministrstvo pozvali, naj ustavi deportacijo. Podprl jih je tudi predsednik državnega zbora Milan Brglez. Takratni premier Miro Cerar je izjavil, da se je že dogovoril, da deportacije ne bo, dokler se ne bo zadeva nadalje preučila.

## Državni zbor
Deportacija je bila napovedana na 14. november ob 8:30, takrat bi se moral Šami zglasiti v azilnem domu. Tja je prišel ob sedmih v spremstvu Kordiša in Škoberneta. Ministrstvo je kasneje izjavilo, da do dejanske predaje Hrvaški takrat ni prišlo, ker do zadnjega trenutka ni bilo jasno, ali se bo Šami vabilu odzval. Z njim so se le pogovorili o nadaljnjih postopkih. Nato sta ga poslanca odpeljala v Državni zbor. Tam so se skupaj s Šamijevim zastopnikom Mihom Blažičem - N'tokom sestali z Milanom Brglezom in poslancem Matjažem Hanom (SD), kasneje pa še s kmetijskim ministrom in podpredsednikom vlade Dejanom Židanom (SD). Nekoliko po deseti uri je Cerar izjavil, da je postopek Šamijeve deportacije začasno ustavljen in da bo vlada razpravljala o uporabi diskrecijske klavzule na podlagi 51. člena zakona o tujcih. Kasneje na ta dan je v atriju ZRC v Ljubljani potekala tiskovna konferenca Spoznajte Ahmada.
Kordiševo in Škobernetovo ravnanje 14. novembra je Cerar označil kot "nedopustno in neprimerno". Njuna dejanja so preiskali kriminalisti Ljubljanske policijske uprave, vendar kaznivih dejanj niso odkrili.

## Nadaljnji procesi
Največja opozicijska stranka SDS je 15. novembra zoper Cerarja v državnem zboru vložila ustavno obtožbo, v kateri mu je očitala zlorabo položaja. Vlada se na seji 16. novembra za uporabo diskrecije ni odločila zaradi neenotnosti, zlasti je možnosti nasprotovala notranja ministrica Vesna Györkös Žnidar.
17. novembra je opozicijska stranka Levica napovedala interpelacijo zoper Györkös Žnidarjevo, če bi bil Šami deportiran. Görkös Žnidarjeva je tega dne glede primera Šami izjavila, da "je slovenski politični prostor verjetno izgubil kompas".
Šami kljub temu ni bil deportiran. 19. novembra je bil zaradi slabega psihofizičnega stanja sprejet na nevrološko kliniko UKC Ljubljana.
8. decembra je Šami vložil novo prošnjo za azil. Ministrstvo je prošnjo zavrnilo, Šami pa se je pritožil na Upravno sodišče. 28. decembra je le-to ugodilo Šamiju z mnenjem, da Ministrstvo za notranje zadeve Šamijeve prošnje sploh ni postopkovno zavrnilo in da je diskrecijsko klavzulo še vedno mogoče uporabiti. Izdalo je tudi začasno odredbo, da mora Šami ostati v Sloveniji. Ministrstvo se je pritožilo na Vrhovno sodišče, ki je 19. januarja 2018 to začasno uredbo razveljavilo in spet omogočilo možnost deportacije. 13. marca 2018 je ustavno sodišče napovedalo, da ne bo obravnavalo pritožbe na to razsodbo.
Šami tudi po 19. januarju 2018 ni bil predan Hrvaški. Zagovorniki Ahmada Šamija so 23. februarja izjavili, da je tega dne Slovenija postala pristojna za njegovo obravnavo, saj je od končne odločbe o deportaciji poteklo šest mesecev, kar je najdaljše časovno obdobje, ki ga Dublinska uredba dopušča za predajo prosilca za azil. Ministrstvo za notranje zadeve je 9. marca to zanikalo in Šamiju sporočilo, da je po mnenju ministrstva šestmesečni rok ponovno pričel teči 12. januarja s končno sodbo vrhovnega sodišča v postopku ugotavljanja diskrecije. Šamijevi zagovorniki so se na to odločitev pritožili.
29. marca je portal Nova24TV objavil vest, da je bila za ta dan predvidena Šamijeva deportacija, ki pa je bila neuspešna, ker se Šami ni zglasil na Notranjem ministrstvu. Notranje ministrstvo je novico potrdilo. Šamijev uradni zastopnik Miha Blažič je izjavil, da o deportaciji ni bil pravočasno in ustrezno obveščen ter da bi bila nelegalna. Skliceval se je na odločitev upravnega sodišča, po kateri bi moralo ministrstvo najprej izdati odločbo o diskreciji in pa o preteku šestmesečnega roka ter Šamiju zagotoviti pravno varstvo.

## Razplet afere
10. aprila 2018 je Upravno sodišče razsodilo, da je 6-mesečni rok za deportacijo potekel februarja in da je Slovenija pristojna za obravnavo Šamijeve prošnje za azil. Sodba je bila dokončna.